# Labradoodle
Labradoodle ist die Bezeichnung für Hunde, die aus Kreuzungen zwischen Labrador Retriever und Großpudel entstanden. Der Labradoodle ist keine Hunderasse im eigentlichen Sinne, sondern ein Hybridhund. Im Gegensatz zu den meisten Hybridhunden wird hier aber mit den Kreuzungen weitergezüchtet und versucht, auf dieser Basis eine eigenständige Rasse zu entwickeln. Der australische Labradoodle wird vom US-amerikanischen Continental Kennel Club (CKC) anerkannt.

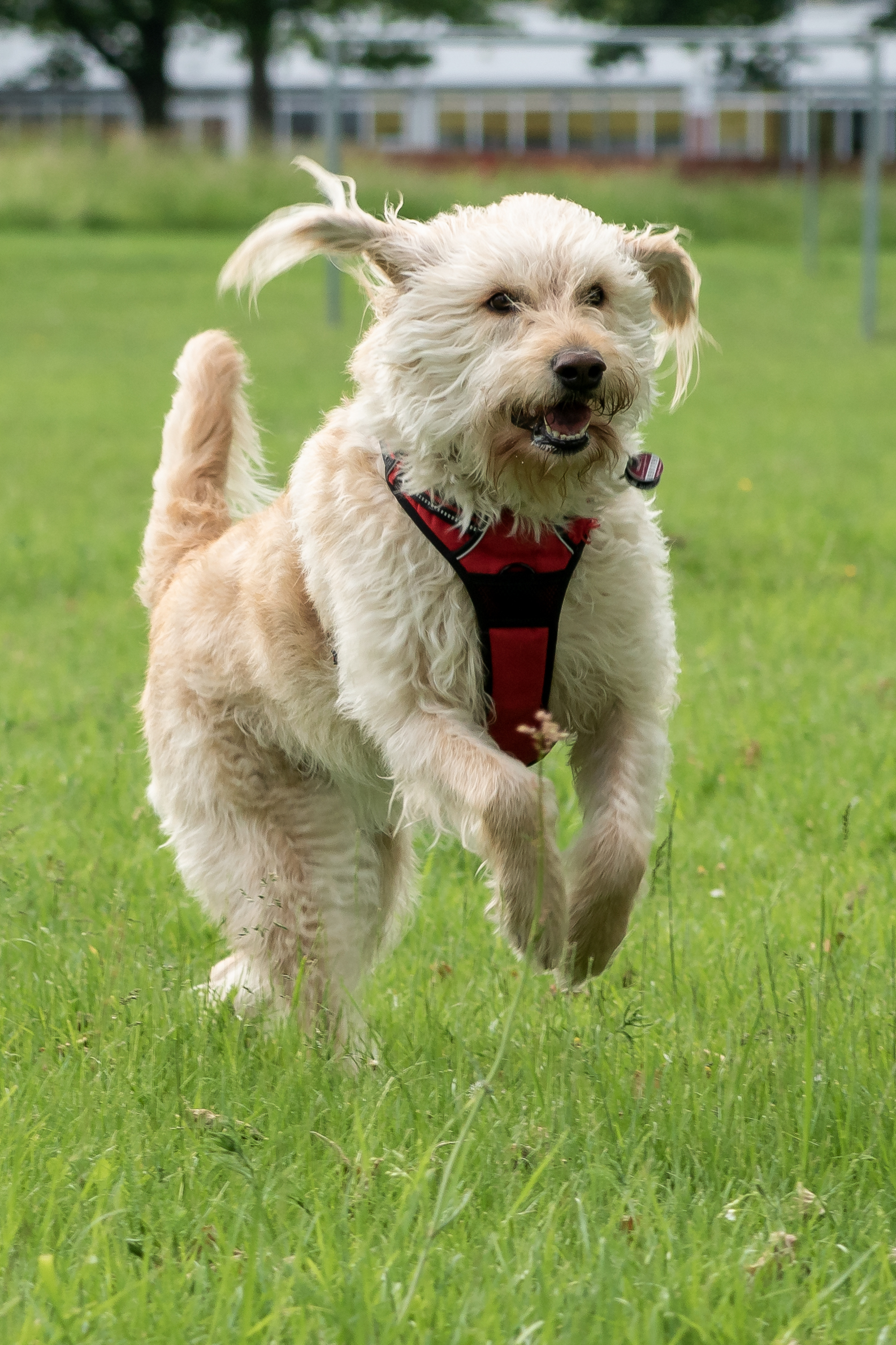
Labradoodle im Lauf

## Herkunft und Geschichtliches
Seit 1989 beschäftigte sich der Australier Wally Conron aus Kew mit Zuchtversuchen für einen Blindenführhund, der für Menschen mit einer Hundehaarallergie besser verträglich sein sollte. Dazu kreuzte er den häufig als Blindenhund eingesetzten Labrador mit dem Großpudel, der keinem Fellwechsel unterliegt. Die dabei entstandenen Hunde wurden durch das Zusammenziehen der beiden Rassenamen als Labradoodle bezeichnet.
Labradoodle haben meist ein pudelartiges Fell, wobei alle Farben erlaubt sind. Derzeit ist das Ziel „kein Fellwechsel“ noch nicht vollständig erreicht. Die Größe liegt 2009 bei 54 bis 65 cm und das Gewicht zwischen 25 und 35 kg.

### Rasseentwicklung in Australien
In Australien bemühen sich zwei Vereine um die Zucht des Labradoodle. Die Zucht- und Vermarktungsaktivitäten werden von der dazu 1998 gegründeten Labradoodle Association of Australia Inc. (LAA) koordiniert. Die LAA benannte sich 2005 in Australian Labradoodle Association (ALA) um und gründete im gleichen Jahr zusammen mit der Australian Labradoodle Association of America (ALAA) die International Australian Labradoodle Association (IALA) (zunächst International Labradoodle Association (ILA) genannt). Die IALA hatte 2009 über 1500 Hunde registriert.
Für das Erreichen eines Rassestandards werden sowohl Kreuzungen aus Labrador und Pudel verwendet als auch weitere Rassen eingekreuzt. Zur Unterscheidung von Hybridhunden werden die Hundekreuzungen als Australian Labradoodle bezeichnet. Im Rahmen der Bemühungen um die Herausbildung einer Rasse wurden Rassen festgelegt, deren Verwendung zur Zucht der Australian Labradoodles akzeptiert wird: Labrador Retriever, Irish Water Spaniel, Curly Coated Retriever, American Cocker Spaniel und English Cocker Spaniel.
Der ALA bemüht sich, beim australischen kynologischen Dachverband Australian National Kennel Council (ANKC) eine Anerkennung des Labradoodles als Rasse zu erreichen. Dazu wäre eine Umbenennung der Rasse erforderlich, da der ANKC keine Kombination von Namen anderer Rassen als Rassename anerkennt.

### Parallele Entwicklungen
Parallel zu diesen Entwicklungen mit Zentrum in Australien gibt es nach wie vor Kreuzungen von Elterntieren der Rassen Labrador und Pudel (Hybridhunde), die unter dem Namen Labradoodle vertrieben werden. Würfe aus solchen Verpaarungen fallen nach den Mendelschen Regeln als F1-Abkömmlinge zweier Inzuchtlinien meist phänotypisch recht homogen aus (Hybridzucht). Wird mit diesen Hunden aber weitergezüchtet, kann die Verteilung der Merkmale an die Hunde der F2-Generation nicht mehr vorausgesagt werden.

## Besonderheiten der Fellstruktur

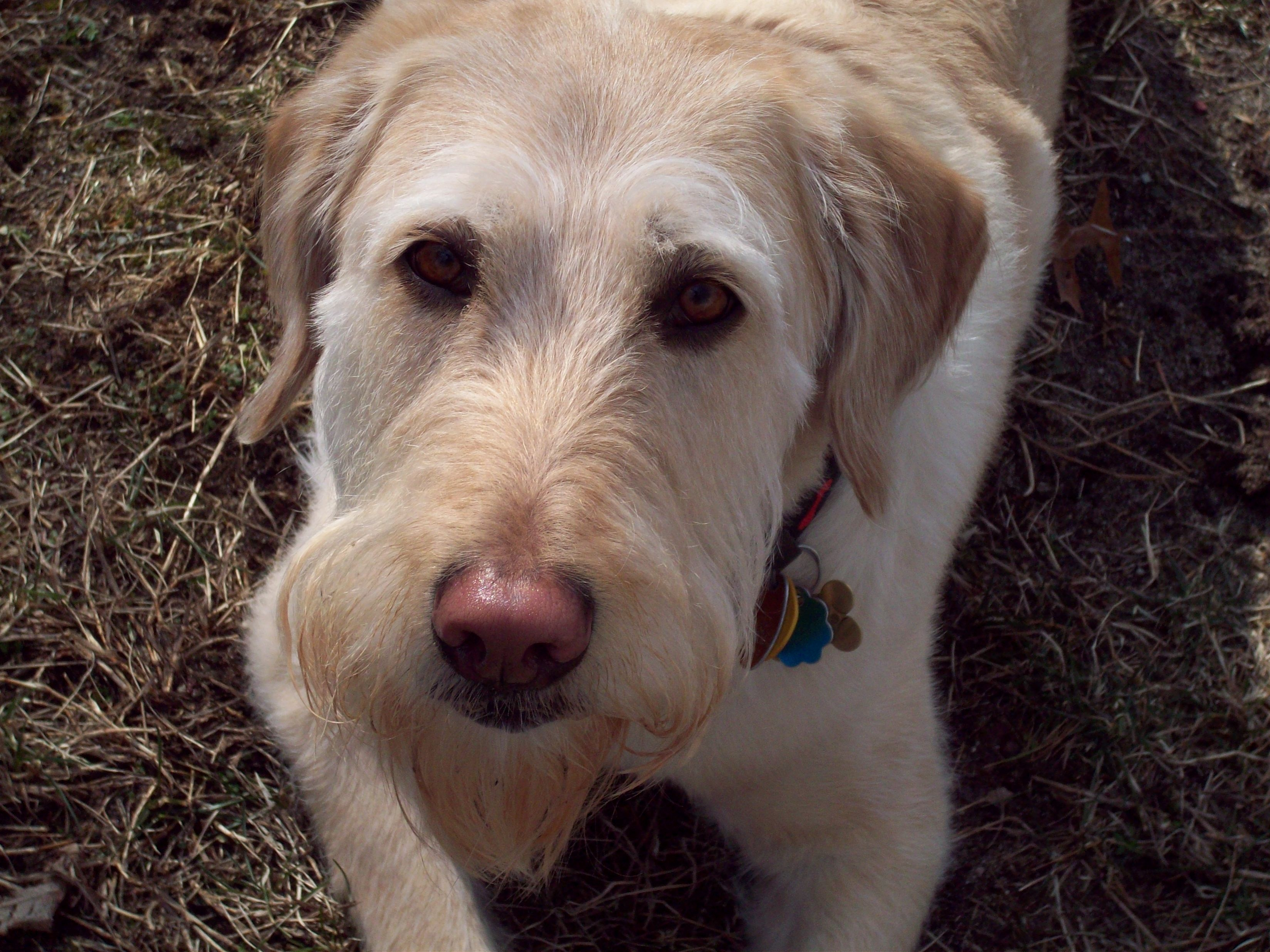
Detailaufnahme

Der Labradoodle wird oft mit Eigenschaften wie „nichthaarend“ und „hypoallergen“ (wenig Allergene produzierend) beworben. Untersuchungen am Fell dieser Hunde zeigten jedoch, dass sich die Allergenmenge im Fell von Labradoodles nicht von derjenigen im Fell anderer Hunde unterscheidet. Ein hypoallergener Hund existiert nach heutigen Erkenntnissen nicht.
Die meisten der Hunde haben üppiges Fell, das mehrmals wöchentlich gebürstet werden muss.